# Los porfiados
Los porfiados de  Argentina y Portugal dirigida por Mariano Torres Manzur en 2002, y protagonizada por Mario Paolucci, Germán De Silva, Ernesto Candoni, Natalia De Parseval.
Este pequeño retrato de la sociedad argentina en los albores del siglo XXI está dirigido y escrito por el joven debutante Mariano Torres Manzur (nacido en 1975) y filmado en el año 2000.

## Sinopsis
En un suburbio bonaerense, Dino, un viejo ideólogo marxista, sueña con hacer la revolución. Un día se decide y reúne un peculiar grupo de gente a la que inculca sus ideales y sus objetivos poco concretos. Así que transforma su cabaña en cuartel general e intenta organizar al grupo entre cabras y gallinas para convertir a sus miembros en modernos guerrilleros. Artemio, Domingo, Braguetón, Don Bachetta y Eva, una joven francesa, son los miembros de este pequeño ejército de marginados que representa a una buena parte de la sociedad argentina. Aunque al principio todo va viento en popa, no tardarán en llegar los problemas: la historia de amor de Eva y Artemio, las ansias de poder de Braguetón y Don Bachetta y, por supuesto, decidir quién pone la bomba